# 雷睦斯2號彗星
雷睦斯2號彗星（44P/Reinmuth）是一顆受到氣態巨行星木星嚴重擾動的木星族週期彗星。雷睦斯2號彗星的直徑估計為3.22公里，絕對星等為11等。

## 發現歷史
1947年9月10日，卡爾·雷睦斯在德國海德堡LSW-海德堡天文台利用40公分望遠鏡對太陽系小天體進行勘測時發現彗星。卡爾·雷睦斯估計彗星的絕對星等為13等，比目前的估計值小兩個數量級
。
加州柏克萊的利蘭·坎寧安（Leland E. Cunningham） 發現這顆彗星是一顆週期彗星，並計算橢圓軌道，軌道週期為7.12年。他還預測彗星將於1947年10月3日再次到達近日點。後來，軌道週期修改為6.59年，近日點修改為1947年8月19日。雷睦斯2號彗星最終比預計日期晚了近一個月到達近日點，隨後天文學家進一步完善軌道數據。